# Медоу Ејкерс (Вајоминг)
Медоу Ејкерс (енгл. Meadow Acres) насељено је место без административног статуса у америчкој савезној држави Вајоминг.

## Демографија
По попису из 2010. године број становника је 198, што је 17 (9,4%) становника више него 2000. године.
| Група             | 2000.       | 2010.       |
| Белци             | 170 (93,9%) | 188 (94,9%) |
| Афроамериканци    | 0 (0,0%)    | 0 (0,0%)    |
| Азијати           | 0 (0,0%)    | 1 (0,5%)    |
| Хиспаноамериканци | 3 (1,7%)    | 2 (1,0%)    |
| Укупно            | 181         | 198         |